# Стерин, Ефим Ильич
Ефим Ильич Стерин (1924—1944) — участник Великой Отечественной войны, командир огневого взвода 175-го гвардейского стрелкового полка 58-й гвардейской стрелковой дивизии Степного фронта Герой Советского Союза, гвардии лейтенант. Герой Советского Союза.

## Биография
Родился 18 февраля 1924 года в посёлке Пригорье (ныне — Рославльского района Смоленской области) в семье служащего. Окончил 10 классов школы № 1 в городе Рославль. Еврей. После начала Великой Отечественной войны эвакуировался на Южный Урал — в город Челябинск. Учился в Новосибирском институте военных инженеров транспорта (Новосибирск).
В РККА с августа 1942 года. В 1943 году окончил эвакуированное в Томск Днепропетровское артиллерийское училище. В действующей армии с мая 1943 года.
Одним из первых со вверенным ему взводом переправился 26 сентября 1943 года на остров Пушкарёвский, установил там орудия и прикрывал переправу подразделений через реку Днепр.
10 октября 1943 года в бою за село Пушкарёвка Верхнеднепровского района Днепропетровской области Украины огневой взвод под командованием гвардии лейтенанта Е. И. Стерина отразил несколько вражеских контратак, нанеся противнику значительный урон в живой силе и боевой технике.
13 марта 1944 года погиб в бою при освобождении села Израилевка (ныне — Березоватка), не успев получить высших наград Родины. Похоронен неподалёку от места гибели, в селе Криничеватка Устиновского района Кировоградской области Украины.

## Награды
Указом Президиума Верховного Совета СССР от 20 декабря 1943 года за образцовое выполнение боевых заданий командования на фронте борьбы с немецко-фашистскими захватчиками и проявленные при этом мужество и героизм гвардии лейтенанту Стерину Ефиму Ильичу присвоено звание Героя Советского Союза с вручением ордена Ленина и медали «Золотая Звезда».
Награждён орденами Ленина, Красной Звезды, Отечественной войны I степени.

## Память
Имя Героя присвоено средней общеобразовательной школе № 1 города Рославль Смоленской области. В селе Криничеватка, где покоится прах Героя, его именем названа одна из улиц и установлен памятник. Имя Героя Советского Союза Е. И. Стерина занесено в книгу Почёта Днепропетровского Краснознамённого артиллерийского училища.